# سن کریستوفورو
سن کریستوفورو (به ایتالیایی: San Cristoforo) یک کومونه در ایتالیا است که در استان آلساندریا واقع شده‌است.

## خصوصیات
سن کریستوفورو ۳٫۶ کیلومترمربع مساحت و ۵۹۵ نفر جمعیت دارد و ۳۰۱ متر بالاتر از سطح دریا واقع شده‌است.